# Kukava
Kukava je naselje v Občini Juršinci.